# Дијецеза Дакија
Дијецеза Дакија (лат. Dioecesis Daciae, грч. Διοίκησις Δακίας) била је управна област, односно дијецеза (лат. dioecesis) у позном Римском царству и раној Византији. Основана је током 4. века, поделом дотадашње Дијецезе Мезије на северни (Дијецеза Дакија) и јужни део (Дијецеза Македонија). Поједини истраживачи сматрају да је та подела извршена већ за време владавине цара Константина I, након 324. године, док се други опредељују за средину 4. века или за почетак владавине цара Валенса (364-378), пошто је подела изворно посведочена тек око 370. године. Новостворена Дијецеза Дакија Обухватала је пет провинција (Средоземна Дакија, Приобална Дакија, Прва Мезија, Дарданија и Превалитана). На челу управе налазио се царски намесник са титулом викар (лат. vicarius), односно егзарх (грч. ἔξαρχος), а главни град дијецезе била је Сердика (данашња Софија). Налазила се у саставу Префектуре Илирика. Приликом поделе Римског царства (395) припала је источном делу (потоња Византија). 
Током 5. века ову дијецезу су у неколико наврата опустошили Хуни и Готи, а током 6. века на то подручје почињу да продиру Словени и Авари. Царска власт на том простору сломљена је почетком 7. века, када су се на подручју ове дијецезе настанили Срби.
У погледу црквеног уређења, целокупно подручје ове дијецезе потпало је 535. године под јурисдикцију новостворене Архиепископије Јустинијане Приме, чије је седиште налазило у граду Јустинијана Прима (данашњи локалитет Царичин град код Лебана у Србији).